# Cabangus regius
Espèce
Dendronotus regius est une espèce de nudibranches de la famille des Dendronotidae.

## Répartition
Cette espèce se rencontre dans la zone tropicale ouest du Pacifique dans une zone comprenant la Malaisie, l'Indonésie et les Philippines.

## Habitat
Son habitat est la zone récifale externe sur les sommets ou sur les pentes jusqu'à la zone des 30 m de profondeur.

## Description
Cette espèce peut mesurer plus de 3 cm. 
Le corps de cet animal est allongé et relativement fin, la coloration dominante du corps est translucide pour la base du pied et des excroissances branchues, la face dorsale est de teinte beige à marron-orangé avec des taches brunes à sombres.
L'extrémité apicale des excroissances branchues est de la même couleur que la couleur dominante du corps mais dans une teinte plus foncée. Ces excroissances correspondent à des branchies secondaires, elles sont au nombre de quatre à cinq paires dont la taille décroît vers le côté antérieur du corps. 
Les rhinophores sont au sommet de deux excroissances quelque peu similaires aux autres et sont dans les tons orangés. 

## Éthologie
Ce Dendronotus est benthique et a un mode de vie plutôt cryptique. Son observation est d'autant délicate qu'il revêt l'apparence du corail dont il se nourrit.

## Alimentation
Dendronotus regius se nourrit principalement d'Alcyonaires et de gorgones.

## Systématique
Le nom valide complet (avec auteur) de ce taxon est Cabangus regius (Pola (d) & Stout (d), 2008).
L'espèce a été initialement classée dans le genre Dendronotus sous le protonyme Dendronotus regius Pola & Stout, 2008,.
Cabangus regius a pour synonyme :
- Dendronotus regius Pola & Stout, 2008

### Publication originale
- (en) Marta Pola et Carla C. Stout, « Description of the first two tropical Indo-Pacific species of Dendronotus (Gastropoda: Nudibranchia) with new data of the poorly known species Dendronotus gracilis Baba, 1949 », Zootaxa, Magnolia Press (d), vol. 1960, no 1,‎ 10 décembre 2008, p. 45-66 (ISSN 1175-5334 et 1175-5326, OCLC 49030618, DOI 10.11646/ZOOTAXA.1960.1.2).